# Ранчо Питикитос, Ехидо Ислас Аграријас А (Мексикали)
Ранчо Питикитос, Ехидо Ислас Аграријас А (шп. Rancho Pitiquitos, Ejido Islas Agrarias A) насеље је у Мексику у савезној држави Доња Калифорнија у општини Мексикали. Насеље се налази на надморској висини од 16 м.

## Становништво
Према подацима из 2005. године у насељу су живела 2 становника.

### Хронологија
| Година       | 2000 | 2005 |
| ------------ | ---- | ---- |
| Становништво | 9    | 2    |

### Попис
| # | Индикатор                        | Вредност |
| - | -------------------------------- | -------- |
| 1 | Укупно појединачних домаћинстава | 1        |